# Erben Wennemars
Egbert Rolf Wennemars detto Erben (Dalfsen, 1º novembre 1975) è un pattinatore di velocità su ghiaccio olandese.

## Carriera
Si fece notare per la prima volta a livello internazionale nel 1997. Nelle gare estive, infatti, sull'anello olimpico di Calgary, Wennemars divenne il primo pattinatore della storia a scendere sotto 1'50" nei 1500 metri, con il tempo di 1'49"89, che non venne registrato tra i record del mondo ma che gli servì per lanciare la sua carriera agonistica.
Ai campionati mondiali di Berlino, la prima importante competizione internazionale a cui prese parte, vinse una medaglia di bronzo e la qualificazione su tre distanze ai XVIII Giochi olimpici invernali di Nagano del 1998. Ma nella prima delle tre gare perse ogni speranza di vincere una medaglia: al secondo giro dei 500 m cadde insieme a Grunde Nios procurandosi una frattura alla spalla, che lo costrinse a ritirarsi per il resto della stagione. Una volta guarito, però, si costruì la fama di uno dei migliori velocisti del mondo.
Vinse infatti una medaglia d'argento nei 500 metri ai campionati mondiali di distanza singola nel 1999 e una medaglia di bronzo nei 1500 metri nei campionati del 2001. Provò nuovamente a qualificarsi per tre gare ai XIX Giochi olimpici invernali di Salt Lake City del 2002 ma nei 1500 metri fu superato da Jochem Uytdehaage, futuro vincitore dell'argento olimpico. Nelle due gare in cui si era qualificato i risultati furono deludenti: si piazzò infatti decimo nei 500 metri e quinto nei 1000 metri.
In coppa del mondo la stagione migliore della sua carriera è stata il 2003/2004, quando vinse 7 gare di coppa del mondo, l'oro finale nei 1000 metri e l'argento nei 1500, superato soltanto dal connazionale Mark Tuitert.
Ai campionati mondiali di Salt Lake City nel 2005 vinse la medaglia d'argento finale nei 500 metri, superato di un solo centimetro dal canadese Jeremy Wotherspoon, e la medaglia d'oro nei 1000 metri, davanti allo stesso Wotherspoon.
Alle XX Giochi olimpici invernali di Torino 2006 ha vinto la medaglia di bronzo nella gara di inseguimento a squadre e nei 1000 m individuali.

## Palmarès

### Giochi olimpici invernali
- 2 medaglie:
  - 2 bronzi (1000 m, inseguimento a squadre a Torino 2006)

### Campionati mondiali di pattinaggio di velocità - Sprint
- 4 medaglie:
  - 2 ori (Nagano 2004, Salt Lake City 2005)
  - 2 bronzi (Berlino 1998, Calgary 2003)

### Campionati mondiali di pattinaggio di velocità - Distanza singola
- 11 medaglie:
  - 6 ori (1000 m, 1500 m a Berlino 2003; 1000 m a Seoul 2004; inseguimento a squadre a Inzell 2005; inseguimento a squadre a Salt Lake City 2007; inseguimento a squadre a Nagano 2008)
  - 2 argenti (500 m a Heerenveen 1999; 1500 m a Salt Lake City 2007)
  - 3 bronzi (1500 m a Salt Lake City 2001; 500 m a Berlino 2003; 1500 m a Seoul 2004)

### Campionati olandesi di pattinaggio di velocità
- 1 medaglia:
  - 1 bronzo (2007)

## Riconoscimenti
- Sportivo olandese dell'anno (2003)